# 国家边海防委员会
国家边海防委员会，是国务院、中央军委议事协调机构，负责全国边海防工作。

## 沿革
中华人民共和国成立后，边防体制经历过多次调整。第一次调整是在1949年11月至1951年12月，为中国人民解放军与公安分段防管时期。1949年11月，中央人民政府公安部成立边防局。1950年公安部召开全国第一次边防保卫工作会议后，形成了遍布全国边境的基层边防管理及检查机构，还有相应的边防力量。1951年6月15日，在北京举行的第一次全国边防工作会议决定：与帝国主义及其附庸国家接壤的边疆和沿海地区，武装警卫任务主要由国防军承担；中苏、中朝、中越边境地区和国家口岸，建立边防分局、边防派出所，实行警察防管制。
第二次调整是在1951年12月至1958年7月，为公安防管时期。1951年12月，经中共中央和中央人民政府人民革命军事委员会批准，全国内卫、边防和地方公安统一整编成“中国人民解放军公安部队”，接受中央军委统一领导，公安部门的边防机构负责具体业务指导。1955年7月18日，中华人民共和国国防部下令将中国人民解放军公安部队改为中国人民解放军公安军，负担国境警卫、边防检查、海上巡逻、边防侦察等任务。1957年9月1日，中央军委决定撤销公安军番号及其领导机构，中国人民解放军总参谋部警备部负责边防部队的业务指导。
第三次调整是在1958年7月至1966年5月，为公安与中国人民解放军分段防管时期。1958年7月，中央决定除中印、中缅边界边防任务继续由中国人民解放军部队负担外，其他边界的边防任务移交中华人民共和国公安部分管。同年10月，中共中央下达《关于整编公安部队的通知》，将中国人民解放军序列内的中国人民解放军公安部队移交公安部，编入人民警察序列。1961年10月23日，边防警察部分番号不变，建制仍然归公安机关，但是实行公安机关与军事部门双重领导体制。1963年2月1日，将边防警察部队改称“中国人民公安部队”，仍接受中央军委和公安部双重领导。
1963年12月，中央决定将中苏、中蒙边境地区公安部队及其担负的任务移交中国人民解放军。1964年，将福建公安部队移交中国人民解放军福建省军区领导，其他公安部队仍然实行双重领导，中朝、中越边境的边防任务由公安部队负责。西藏、海南、新疆的边防任务由中国人民解放军负责。
第四次调整是在文革期间的1966年5月至1973年4月，是中国人民解放军防管时期。1966年5月，中央决定撤销公安部队，边境防卫和管理任务交由中国人民解放军担负。
第五次调整是1973年4月起至今，是公安与中国人民解放军分工防管时期。1973年4月5日，全国陆地边防工作会议决定，边防具体业务工作由中国人民解放军移交公安机关负责。改革开放后，1980年1月国家正式组建边防武装警察部队，以适应对外开放的需要。边防武警担负部分边界地段的边防任务及出入境边防检查任务，中国人民解放军和公安的分工主要是任务不同。
1981年12月11日，中国人民解放军边防部队中担负的中朝、中缅边境云南段边防任务的部队，改为边防武警，移交公安部门领导。1982年6月，组建中国人民武装警察部队总队，边防保卫局纳入武警总部序列。1983年，公安部边防局撤销，业务归武警总部司令部领导。1985年，正式恢复公安部边防局，负责全国边防检查、边境管理、机场安全检查等业务。
中华人民共和国成立以后，一直未设立专门的边海防领导机构。为加强国家边海防建设的统一领导，1981年中共中央成立中央边防工作领导小组，负责全国陆地边防工作方针政策和边境建设等问题的研究。领导小组成立初期，未设办事机构，日常工作由总参谋部边防局、公安部边防局和外交部有关部门指定人员兼管。
1991年5月，为解决边海防工作中存在的多头管理、条块分割的矛盾，国务院、中央军委下发《关于成立国家边防委员会的通知》，决定撤销中央边防工作领导小组，成立中华人民共和国边防委员会（国家边防委员会），并规定其职责是：“组织研究制定全国边防工作的方针、政策、法规；对全国边防工作的重大问题组织研究，并向国务院、中央军委提出报告和建议；承办国务院、中央军委提出的报告和建议；协调有关部门和地区的边防工作，等等。”国家边防委员会的常设机构是国家边防委员会办公室，设在中国人民解放军总参谋部。
1992年，机场安全检查和飞机监护工作移交民航部门。1997年，出入境边防检查总站成立，将边防检查现役警察改为职业警察。2003年6月，中央决定将公安边防部队担负的中朝边境、中缅边境云南段一线防卫和管理任务移交中国人民解放军边防部队，从而统一了全国陆地边境防卫管理模式。至此，中华人民共和国的边防体制形成了中国人民解放军边防部队负责一线防卫和管理，公安武警部队负责二线治安和出入境管理的分工防管体制。
在这一体制下，中国人民解放军边海防部队主要负责边境、沿海和海上防卫警戒，防范、制止和打击外来入侵、蚕食、挑衅以及越界破坏等活动；公安边海防部队主要负责边境、沿海地区和海上治安管理及口岸出入境边防检查，防范、打击边境沿海地区偷渡、贩毒、走私等违法犯罪，组织参与边境沿海地区的反恐怖和处置突发事件工作。
在海防方面，中华人民共和国参与海防管理的部门涉及外事、公安、安全、交通、农业、海洋、海关、检验检疫和中国人民解放军四总部（总参谋部、总政治部、总后勤部、总装备部）。管理队伍除中国人民解放军边海防部队和公安边海防部队外，还包括海监、渔政、海事、海关缉私等执法力量。
公安边防部队沿海设边防检查站、边防派出所、二线检查站、海警部队等，主要负责沿海地区和领海的治安管理及出入境边防检查等工作。
中国人民解放军海军的主要职责是保卫国家领海主权安全，维护海洋权益，协助有关部门打击海上犯罪，组织实施护渔护航，保护我海上生产和作业人员的生命财产安全。中国人民解放军陆军海防部队依照法律法规进行沿海岛屿的防卫管理，组织进行军警民联防，协助维护沿海地区的社会秩序。
交通部门沿海设各级海事机构，主要负责海上交通安全管理和海事搜救。农业部门沿海设各级渔政机构，主要负责渔船检验和渔港监督管理；海洋部门沿海设各级海监机构，主要负责监督管理海域的使用与保护，组织进行海洋科学调查研究；沿海海关设海上缉私机构，主要负责港口进出境货物的监管、徵税和查缉海上走私等工作。
1994年起，中共中央、国务院、中央军委作出了加强陆地边防基础设施建设的决策，拉开了中华人民共和国成立以来规模最大的边防基础设施建设的序幕。据统计，“十五”以来截至2010年，中央仅投入边境口岸交通设施建设的资金便达50多亿元，覆盖136个边境县（市）和新疆生产建设兵团58个边境团（场）。
2005年，《国务院办公厅、中央军委办公厅关于中华人民共和国边防委员会更名为中华人民共和国边海防委员会的通知》（国办发〔2005〕41号）发出，中华人民共和国边防委员会正式更名为中华人民共和国边海防委员会（国家边海防委员会），统一指导管理全国边海防工作。同时，各军区和沿边、沿海省、地、县都成立了边海防委员会。
2012年，国家边海防委员会下发通知，明确自2012年8月1日起启用中国边海防标志。中国边海防标志由图形和文字两部分组成。
2014年，经中央军委主席习近平批准，国家边海防委员会依托军事科学院成立国家边海防研究中心，职责是“组织协调军地相关研究机构和力量，统筹开展边海防基础与应用理论研究，为国家边海防委员会提供决策咨询，为我国边海防建设发展提供理论支撑。”2014年4月24日，国家边海防研究中心揭牌仪式在军事科学院举行，中央军委委员、国务委员兼国防部长、国家边海防委员会主任常万全出席并讲话。

## 职责
1991年5月国务院、中央军委《关于成立国家边防委员会的通知》规定其职责是：“组织研究制定全国边防工作的方针、政策、法规；对全国边防工作的重大问题组织研究，并向国务院、中央军委提出报告和建议；承办国务院、中央军委提出的报告和建议；协调有关部门和地区的边防工作，等等。”
《2006年中国的国防》白皮书称，“边海防工作由国务院、中央军委统一领导，实行军地分工负责的边海防管理体制。国家边海防委员会由国务院和军队的有关部门组成，在国务院和中央军委领导下，负责指导协调全国的边海防工作。各军区和沿边沿海省、地、县三级都成立了边海防委员会，负责指导协调辖区内的边海防工作。”

《2010年中国的国防》白皮书称，“中国边海防实行军地分工负责的防卫管理体制。军队主要负责边境、沿海和海上防卫警戒，防范、制止和打击外来入侵、蚕食、挑衅以及越界破坏等活动；公安边防部队主要负责边境沿海地区和海上治安管理及口岸出入境边防检查，防范、打击边境沿海地区偷渡、贩毒、走私等违法犯罪，组织参与边境沿海地区的反恐怖和处置突发事件工作；海监、渔政、海事、检验检疫、海关等部门负责相应的维权执法和管理任务。国家设立边海防委员会，在国务院、中央军委领导下，负责协调全国边海防工作。各军区和沿边沿海省、市、县三级均设立边海防委员会，统一协调本辖区的边海防工作。”

## 组成人员
中央边防工作领导小组
组长
- 杨勇（1981年12月任，中央军委常委、副秘书长）[9]

副组长
（不详）
成员
（不详）
国家边防委员会
| 1991年5月成立时的组成人员是： 主任 （不详） 副主任 （不详） 成员 （不详） | 1999年7月14日《国务院办公厅、中央军委办公厅关于调整国家边防委员会成员的通知》（国办发〔1999〕63号）调整后的组成人员是： 主任 - 羅幹（国务委员、中央政法委书记） 副主任 - 隗福临（副总参谋长） - 崔占福（国务院副秘书长） - 杨文昌（外交部副部长） - 赵永吉（公安部副部长） 成员 - 刘云山（中共中央宣传部副部长） - 李荣融（国家发展计划委员会副主任） - 图道多吉（国家民族事务委员会副主任） - 牛平（国家安全部副部长） - 赵洪祝（监察部副部长） - 楼继伟（财政部副部长） - 李元（国土资源部副部长） - 胡希捷（交通部副部长） - 周德强（信息产业部副部长） - 张春园（水利部副部长） - 齐景发（农业部副部长） - 周可仁（对外贸易经济合作部副部长） - 王乐毅（海关总署副署长） - 卢仁法（国家税务总局副局长） - 王玉庆（国家环境保护总局副局长） - 张海涛（国家广播电影电视总局副局长） - 甘国屏（国家工商行政管理局副局长） - 周生贤（国家林业局副局长） - 孙钢（国家旅游局副局长） - 张伟超（国务院侨务办公室副主任） - 刘名启（国务院港澳事务办公室副主任） - 宋大涵（国务院法制办公室副主任） - 李炳才（国务院台湾事务办公室副主任） - 陈炳鑫（国家海洋局副局长） - 周子玉（总政治部副主任） - 温光春（总后勤部副部长） - 胡世祥（总装备部副部长） - 徐振忠（海军副司令员） - 李永德（空军副司令员） - 吕登明（总参作战部部长） - 杨福坤（中央军委办公厅副主任兼中央军委法制局局长） |

| 2003年调整后的组成人员是： 主任 - 周永康（国务委员） 副主任 - 葛振峰（副总参谋长） …… 成员 （不详） | 2008年调整后的组成人员是： 主任 - 梁光烈（中央军委委员、国务委员兼国防部部长、国务院党组成员） 副主任 - 汪永清（国务院副秘书长） …… 成员 （不详） |

| 2013年调整后的组成人员是： 主任 - 常万全（中央军委委员、国务委员兼国防部部长、国务院党组成员） 副主任 - 孟宏伟（公安部副部长、中国海警局局长） …… 成员 （不详） 2015年调整的副主任是： - 中央外办常务副主任孔泉接任副主任 |

## 办事机构
国家边海防委员会的办事机构是国家边海防委员会办公室，原先设在中国人民解放军总参谋部作战部。历任主任、副主任是：
| 主任 - 隗福临（1991年－1992年11月，总参谋部作战部部长） - 符传荣（1992年11月－1999年7月，总参谋部作战部部长） - 吕登明（1999年7月－2003年1月，总参谋部作战部部长） - 章沁生（2003年1月－2005年5月，总参谋部作战部部长） - 戚建国（2005年7月－2008年12月，总参谋部作战部部长） - 白建军（2009年5月－2013年7月，总参谋部作战部部长） - 饶开勋（2013年10月－2016年，总参谋部作战部部长） | 副主任 …… - 王津（2008年－？，总参谋部作战部副部长） - 马庆雷（？－2016年，总参谋部作战部边防局局长） - 阚立奎（？－？，总参谋部作战部副部长） - 孙原生（2014年－2016年，总参谋部作战部副部长） |